# Odilla noralis
Odilla noralis is een vlinder uit de familie van de grasmotten (Crambidae). De wetenschappelijke naam van de soort is voor het eerst gepubliceerd in 1940 door William Schaus.
Er bestaat een aanzienlijke variatie in grootte binnen deze soort. De voorvleugellengte varieert van 6 tot 13 millimeter. Bij de kleinere dieren zijn de voorvleugels geler dan bij grotere dieren als gevolg van het vrijwel geheel ontbreken van de bruine schubben.

## Verspreiding
De soort komt voor in Cuba, de Dominicaanse Republiek en Puerto Rico.

## Habitat
De soort komt voor in nevelwouden, slechts enkele waarnemingen zijn gedaan in drogere bossen. Droge gebieden worden vermeden. De vlinders hebben een voorkeur voor de wat hoger gelegen bossen. In de Dominicaanse Republiek wordt deze soort vanaf 120 meter tot meer dan 2000 meter boven zeeniveau aangetroffen.
In Puerto Rico zijn de vliegperiodes juni-augustus en oktober-januari.